# Lago Esrum
El lago Esrum (en danés: Esrum Sø) es el segundo más grande de Dinamarca, solo superado por el lago Arresø. Se encuentra en el norte de la isla de Selandia, en la Región Capital. El lago está en la confluencia de los municipios de Fredensborg, Helsingør, Gribskov y Hillerød. 
El lago presenta tres bahías características, una al norte, una al noreste y el otra en el sur. La cuenca del lago es muy pequeña, destacando como efluente el río Esrum Å que desemboca a la salida del estrecho Gran Belt.
En el sureste del lago se encuentra la ciudad de Fredensborg y el palacio de Fredensborg, rodeado de jardines, que es la residencia oficial de la reina Margarita II de Dinamarca durante la primavera y el otoño. En la costa oeste del lago se ubica el bosque de Gribskov. 